# أوتو براون (لاعب كرة قدم أمريكية)
أوتو براون (بالإنجليزية: Otto Brown)‏ هو لاعب كرة قدم أمريكية أمريكي، ولد في 12 يناير 1947 في تالاهاسي في الولايات المتحدة، وتوفي في 5 ديسمبر 2006 في دالاس في الولايات المتحدة.

## وصلات خارجية
- أوتو براون على موقع مرجع كرة القدم المحترفة.كوم (الإنجليزية)